# Allie X
Alexandra Ashley Hughes (Oakville, 31 juli 1985), bekend onder haar artiestennaam Allie X, is een Canadese singer-songwriter en visueel kunstenaar. Ze begon haar carrière als een indie-popartiest in Toronto in de jaren nul, waar ze in lokale bandjes speelde en enkele albums zelfstandig uitbracht.
Na haar verhuizing naar Los Angeles in 2013 begon Hughes een samenwerking met Cirkut en Billboard en boekte succes met haar eerste single die onder de naam 'Allie X' werd uitgebracht, 'Catch', welke piekte op nummer 55 van de Canadian Hot 100-lijst en goed werd ontvangen door muziekcritici.
Hughes publiceerde haar debuutep in 2015, CollXtion I, gevolgd door haar debuutalbum CollXtion II in 2017 en ep Super Sunset in 2018. In 2019 bracht ze tevens een analoge versie uit van Super Sunset. Haar tweede studioalbum, Cape God, verscheen op 21 februari 2020.

## Inzet voor gelijke rechten
Hughes heeft herhaaldelijk haar steun voor gelijke rechten van vrouwen en van LHBT+-mensen uitgesproken.
In 2020 was zij als gastpresentator te zien in de zevende aflevering van Canada's Drag Race.

## Discografie

### Studioalbums
- CollXtion II (2017)
- Cape God (2020)

### Livealbums
- Garage Gigs Live (2019)
- Cape God (The Digital Concert) (2021)

### Extended plays
- CollXtion I (2015)
- Catch EP (2015)
- CollXtion II: Ʉnsolved (2017)
- Super Sunset (2018)
- Super Sunset (Analog) (2019)

### Singles

#### Officiële singles
| Single met eventuele hitnotering(en) in de Nederlandse Top 40 | Datum van verschijnen | Datum van binnenkomst | Hoogste positie | Aantal weken | Album                                | Opmerkingen                      |
| ------------------------------------------------------------- | --------------------- | --------------------- | --------------- | ------------ | ------------------------------------ | -------------------------------- |
| Catch                                                         | 2014                  | -                     | -               | -            | CollXtion I                          | -                                |
| Prime                                                         | 2014                  | -                     | -               | -            | CollXtion I                          | -                                |
| Bitch                                                         | 2014                  | -                     | -               | -            | CollXtion I                          | -                                |
| Catch                                                         | 2015                  | -                     | -               | -            | Catch EP                             | Re-release                       |
| Never Enough                                                  | 2015                  | -                     | -               | -            | Catch EP, CollXtion I                | -                                |
| Too Much to Dream                                             | 2016                  | -                     | -               | -            | CollXtion II: Ʉnsolved               | -                                |
| All the Rage                                                  | 2016                  | -                     | -               | -            | CollXtion II: Ʉnsolved               | -                                |
| Old Habits Die Hard                                           | 2016                  | -                     | -               | -            | CollXtion II                         | -                                |
| That's So Us                                                  | 2016                  | -                     | -               | -            | CollXtion II: Ʉnsolved, CollXtion II | -                                |
| Paper Love                                                    | 2017                  | -                     | -               | -            | CollXtion II                         | -                                |
| Need You (met Valley Girl)                                    | 2017                  | -                     | -               | -            | CollXtion II                         | -                                |
| Casanova                                                      | 2017                  | -                     | -               | -            | CollXtion II                         | Solo en met Vérité               |
| Focus                                                         | 2018                  | -                     | -               | -            | Super Sunset                         | -                                |
| Not So Bad in LA                                              | 2018                  | -                     | -               | -            | Super Sunset                         | -                                |
| Science                                                       | 2018                  | -                     | -               | -            | Super Sunset                         | -                                |
| Little Things                                                 | 2018                  | -                     | -               | -            | Super Sunset                         | -                                |
| Girl of the Year                                              | 2018                  | -                     | -               | -            | Super Sunset                         | -                                |
| Can't Stop Now                                                | 2018                  | -                     | -               | -            | Super Sunset                         | -                                |
| Last Xmas                                                     | 2018                  | -                     | -               | -            | Single zonder album                  | Cover van Wham!                  |
| Fresh Laundry                                                 | 2019                  | -                     | -               | -            | Cape God                             | -                                |
| Rings a Bell                                                  | 2019                  | -                     | -               | -            | Cape God                             | -                                |
| Regulars                                                      | 2019                  | -                     | -               | -            | Cape God                             | -                                |
| Love Me Wrong (met Troye Sivan)                               | 2019                  | -                     | -               | -            | Cape God                             | -                                |
| Devil I Know                                                  | 2020                  | -                     | -               | -            | Cape God                             | -                                |
| Super Duper Party People                                      | 2020                  | -                     | -               | -            | Cape God                             | -                                |
| Downtown (2020) (met Della Casa)                              | 2020                  | -                     | -               | -            | Single zonder album                  | -                                |
| GLAM!                                                         | 2021                  | -                     | -               | -            | Single zonder album                  | Oude demo voor de ep CollXtion I |
| Mistress Violet (met Violet Chacki)                           | 2021                  | -                     | -               | -            | Single zonder album                  |                                  |
| Anchor                                                        | 2021                  | -                     | -               | -            | Cape God (Deluxe)                    |                                  |

#### Credits
| Jaar | Artiest     | Titel                      | Album                         |
| ---- | ----------- | -------------------------- | ----------------------------- |
| 2015 | Troye Sivan | Bite                       | Wild EP                       |
| 2015 | Troye Sivan | Talk Me Down               | Blue Neighbourhood            |
| 2015 | Troye Sivan | Youth                      | Blue Neighbourhood            |
| 2015 | Troye Sivan | Lost Boy                   | Blue Neighbourhood            |
| 2015 | Troye Sivan | For Him.                   | Blue Neighbourhood            |
| 2015 | Troye Sivan | Suburbia                   | Blue Neighbourhood            |
| 2015 | Troye Sivan | Swimming Pools             | Blue Neighbourhood            |
| 2017 | Seohyun     | Moonlight                  | Don't Say No                  |
| 2017 | Lea Michele | Heavy Love                 | Places                        |
| 2017 | Jaira Burns | Ugly                       | Singles zonder album          |
| 2017 | Leland      | Mattress                   | Singles zonder album          |
| 2017 | B.A.P       | Think Hole                 | Ego                           |
| 2018 | Ferras      | Coming Back Around         | Single zonder album           |
| 2018 | The Vamps   | Pictures of Us             | Night & Day (Day Edition)     |
| 2018 | Troye Sivan | Seventeen'                 | Bloom                         |
| 2018 | Troye Sivan | The Good Side              | Bloom                         |
| 2018 | Troye Sivan | Plum                       | Bloom                         |
| 2018 | Troye Sivan | What a Heavenly Way to Die | Bloom                         |
| 2018 | Troye Sivan | Animal                     | Bloom                         |
| 2018 | Betty Who   | The Other Side             | Sierra Burgess is a Loser OST |
| 2018 | Leland      | Lights                     | Sierra Burgess is a Loser OST |
| 2019 | Leland      | Another Lover              | Single zonder album           |
| 2020 | BTS         | Louder Than Bombs          | Map of the Soul: 7            |

- MusicBrainz: 7c922f2c-9d2b-4f37-a139-cddb83722ab3
- Virtual International Authority File: 43151110715037061844